# Super Noël, la série
Super Noël 3 : Méga Givré
Super Noël, la série ou Sur les traces du Père Noël : La série au Québec (The Santa Clauses) est une série télévisée de Noël américaine diffusée entre le 16 novembre 2022 et le 6 décembre 2023 sur Disney+.
La série fait suite aux films Super Noël (1994), Hyper Noël (2002) et Super Noël 3 : Méga Givré (2006) (Sur les traces du Père Noël au Québec).

## Synopsis
Sur le point de fêter son 65e anniversaire, Scott Calvin se rend compte qu'il ne peut pas être le Père Noël éternellement. Décidé à passer le relais, Scott se met à la recherche d'un successeur tout en préparant ses proches à une nouvelle aventure.

## Distribution
NOTE: les voix VQ ne concernent que la Saison 1, après celle-ci , il n'ya plus aucun doublage québécois pour cette série

### Acteurs principaux
- Tim Allen (VF : Michel Papineschi ; VQ : Yves Corbeil) : Scott Calvin / le Père Noël
- Elizabeth Mitchell (VF : Rafaèle Moutier ; VQ : Isabelle Leyrolles) : Carol Newman Calvin / la Mère Noël
- Austin Kane (VF : Benjamin Bollen ; VQ : Philippe Vanasse-Paquin) : Buddy « Cal » Calvin-Claus
- Elizabeth Allen-Dick (VF : Lila Lacombe ; VQ : Fanny-Maude Roy) : Sandra Calvin-Claus
- Devin Bright (VF : Kylian Trouillard ; VQ : Noé Rouillard) : Noel
- Matilda Lawler (VF : Coralie Thuilier ; VQ : Élia St-Pierre) : Betty
- Kal Penn (VF : Serge Faliu ; VQ : Victor Naudet) : Simon Choksi / le Père Noël remplaçant (saison 1)
- Rupali Redd (VQ : Simone Paradis) : Grace Choksi (saison 1)
- Eric Stonestreet (VF : Bernard Métraux) : Magnus Antas / Père Noël fou (saison 2)
- Gabriel Iglesias (VF : Laurent Gris) : Kris Kringle (saison 2)

### Acteurs récurrents
- Isabella Bennett (VF : Bianca Tomassian) : Edie
- Sasha Knight (VF : Hannah Vaubien) : Crouton
- Laura San Giacomo (VF : Daria Levannier ; VQ : Élise Bertrand) : Befana, la sorcière
- Ruby Jay (VF : Amandine Hauguel ; VQ : Marguerite D'Amour) : Riley
- Liam Kyle : (VF : Cécile Gatto) : Gary
- Izaac Wang : (VF : Jessy Dubuis) : Hugo
- Marta Kessler (VF : Léopoldine Serre) : Olga (saison 2)

### Invités
Saison 1
- Eric Lloyd (VF : Loïc Hourcastagnou ; VQ : Nicholas Savard L'Herbier) : Charlie Calvin
- Peyton Manning (VF : Grégory Lerigab) : lui-même
- Casey Wilson (VF : Edwige Lemoine) : Sarah adulte
- Sofia Gonzalez (VF : Cécile Gatto) : Marie
- David Krumholtz (VF : Donald Reignoux ; VQ : Kevin Houle) : Bernard l'elfe
- Dirk Rogers (VF : Grégory Lerigab) : Krampus

Saison 2
- Kevin Pollak (VF : Jacques Bouanich) : Cupidon
- Tracy Morgan (VF : Frantz Confiac) : le lapin de Pâques
- Michael Dorn (VF : Rody Benghezala) : le marchand de sable

 Source et légende : version française (VF) sur RS Doublage et carton de doublage français. Source DoublageQC et carton de doublage québécois
Version Québécoise : Difuze Inc.
Adaptation : Adapté en France
Direction Artistique : Nicolas Charbonneaux, Valérie Bocher

## Production

### Genèse et développement
En janvier 2022, il a été annoncé qu'une série limitée qui servira de suite d'héritage aux films Super Noël était en cours de développement, Tim Allen reprenant son rôle en plus de servir de producteur exécutif. Initialement donné le titre de travail de The Clauses, le projet a été conceptualisé avec l'intention d'une sortie en streaming exclusive sur Disney+. Jack Burditt sera producteur exécutif, tandis que Jason Winer sera réalisateur en plus d'être producteur exécutif sur Disney+.

### Distribution des rôles
Tim Allen et Elizabeth Mitchell ont été annoncés pour reprendre leurs rôles de Scott Calvin / Père Noël et Carol Calvin / Mme Claus, respectivement. De plus, Kal Penn a rejoint la distribution en tant que personnage nommé Simon Choski. Elizabeth Allen-Dick, la véritable fille de Tim Allen, a été choisie pour faire ses débuts d'actrice en tant que fille de Scott. Austin Kane, Rupali Red et Devin Bright ont également rejoint la distribution. Matilda Lawler a rejoint la distribution en tant que régulière de la série. Fin juillet 2022, il a été confirmé que David Krumholtz reprendrait son rôle de Bernard, tandis que le mois suivant, Laura San Giacomo a été annoncée pour incarner la sorcière de Noël.

### Tournage
La série a commencé à être tournée en mars 2022 à Los Angeles, avec J.P. Wakayama en tant que directeur de la photographie. Le tournage s'est terminé en juin 2022.

### Musique
En novembre 2022, il a été révélé qu'Ariel Rechtshaid composerait la musique de la série.

## Épisode

### Première saison (2022)
La première saison, comptant six épisodes, est diffusée du 16 novembre au 14 décembre 2022 sur Disney+.
- Chapitre 1 : Ho Ho Ho-pérationel (Chapter 1: Good To Ho)
- Chapitre 2 : La Clause Secessus (Chapter 2: The Secessus Clause)
- Chapitre 3 : Dans les Bois Tergiversants (Chapter 3: Into the Wobbly Wood)
- Chapitre 4 : La Clause "pas de chaussures sur le lit (Chapter 4: The Shoes Off the Bed Clause)
- Chapitre 5 : Voyage dans le Santa-verse (Chapter 5: Across the Yule-Verse)
- Chapitre 6 : Un Noël mémorable (Chapter 6: A Christmas to Remember)

### Deuxième saison (2023)
Le 15 décembre 2022, Disney+ annonce que la série est renouvelée pour une deuxième saison.
La deuxième saison serait diffusée à partir du 8 novembre 2023 sur Disney+.
- Chapitre 7 : La Clause du Kribble Krabble (Chapter 7: The Kribble Krabble Clause)
- Chapitre 8 : Flocon (Chapter 8: Floopy)
- Chapitre 9 : Pas de magie à table ! (Chapter 9: No Magic at the dinner table !)
- Chapitre 10 : Miracle sur Creek Dead Road (Chapter 10: Miracle on Creek Dead Road)
- Chapitre 11 : B-E-T-T-Y (Chapter 11: B-E-T-T-Y)
- Chapitre 12 : Wanga Banga Langa ! (Chapter 12: Wanga Banga Langa !)

### SagaSuper Noël
- Super Noël (The Santa Clause, 1994)
- Hyper Noël (The Santa Clause 2, 2002)
- Super Noël 3 : Méga Givré (The Santa Clause 3: The Escape Clause, 2006)
- Super Noël, la série (The Santa Clauses, 2022-2023)